# Алея міст-героїв (Севастополь)

44°36′57″ пн. ш. 33°31′29″ сх. д. / 44.61582° пн. ш. 33.52485° сх. д.
Алея міст-героїв — алея в Севастополі з встановленими пам'ятними знаками містам-героям. Простягується вздовж вулиці Леніна, поруч з будівлею Севастопольської міської адміністрації.

## Історія
Відкрита 8 травня 2005 року до святкування 60-річчя Перемоги радянського народу у радянсько-німецькій війні. До того часу Севастополь залишався єдиним з 13 міст-героїв, в якому була відсутня така Алея. Автор проекту — архітектор В. І. Лапоногов.
Ініціатором будівництва Алеї виступив керівник Севастопольської міської державної адміністрації генерал-майор МВС Іванов Сергій Анатолійович і Севастопольський комітет Міжнародного Союзу міст-героїв (голова — Герой Радянського Союзу генерал-майор авіації Колядін Віктор Іванович; заступники капітан I рангу Л. А. Воронезький, генерал-майор С. А. Полоцький).
Фінансування проекту здійснило ЗАТ СК «Авліта», а будівельні роботи виконало Будівельне управління ЧФ РФ (начальник — полковник К. Е. Кабанов). Загальне керівництво і контроль над роботами зі сторони Чорноморського флоту виконали командувач ЧФ РФ віце-адмірал О. А. Татаринов і заступник командувача по СІОіР генерал-майор В. І. Кім.